# Viktor Savelyev
Viktor Sergeyevich Savelyev (en ruso: Виктор Сергеевич Савельев; 24 de febrero de 1928 - 25 de diciembre de 2013) fue un cirujano soviético y ruso. Él era un miembro de pleno derecho de la Academia de Ciencias de Rusia, desde 1997 hasta su muerte, y de la Academia Rusa de Ciencias Médicas. También un miembro del Presidium de la Academia de Ciencias Médicas y Jefe del Departamento de Cirugía de la Universidad Médica Estatal Rusa. Murió el 25 de diciembre de 2013, en Moscú, Rusia, a la edad de 85 años.

## Reconocimientos parciales
- Orden de la Bandera Roja del Trabajo (1973)
- Premio Estatal de la URSS (1975)
- Orden de Lenin (1978)
- Héroe del Trabajo Socialista (1988)
- Premio Estatal de la Federación de Rusia (1993)[2]
- Orden al Mérito por la Patria
  -  4.ª Clase (1996)[3]
  -  3.ª Clase (2003)[4]
  -  2.ª Clase (2007)[5]
- Premio Demidov (2002)